# سيبتيان دافيد مايولانا
سيبتيان دافيد مايولانا (بالإندونيسية: Septian David Maulana) (1 سبتمبر 1996 بسمارانغ في إندونيسيا - ) هو لاعب كرة قدم إندونيسي في مركز الهجوم. لعب مع ميترا كوكار ‏.

## وصلات خارجية
- سيبتيان دافيد مايولانا على موقع قاعدة بيانات كرة القدم.إي يو (الإنجليزية)
- سيبتيان دافيد مايولانا على موقع ناشيونال فوتبول تيمز (الإنجليزية)
- سيبتيان دافيد مايولانا على موقع Soccerway.com (الإنجليزية)